# دانييلا سيكاريللي
دانييلا سيكاريللي (بالبرتغالية: Daniela Cicarelli‏)‏ (ولدت في 6 نوفمبر 1978) هي مذيعة برنامج تلفزيوني في قناة إم تي في البرازيل وعارضة أزياء. كانت مخطوبة للاعب كرة القدم البرازيلي رونالدو لمدة ثلاثة أشهر في عام 2005. وفي عام 2006 بث موقع اليوتيوب شريط فيديو لدانييلا سيكاريللي وهي تمارس الجنس مع صديقها على شاطئ في تريفة بـإسبانيا، انتشر شريط الفيديو حول الإنترنت، وقدمت دانييلا سيكاريللي شكوى ضد اليوتيوب وبعض المواقع، وقد فازت بالقضية ومنع اليوتيوب في البرازيل لمدة يومين أو ثلاث أيام.

## روابط خارجية
- دانييلا سيكاريللي على موقع IMDb (الإنجليزية)
- دانييلا سيكاريللي على موقع دليل عارضات الأزياء (الإنجليزية)